# Beas de Guadix
Beas de Guadix er en by og kommune i det sydøstlige Spanien i provinsen Granada. Den har et indbyggertal på 316 (2024) indbyggere.